# リンダ・ナガタ
リンダ・ナガタ（Linda Webb Nagata、1960年 - サンディエゴ）は、アメリカ合衆国ハワイ州の小説家、女流SF作家。日系人の夫を持つ（本人は日系ではない）。
ナノテクノロジーとそれによって変革していく社会を描いた作風が特徴。

## 作品リスト
- 『極微機械（ナノマシン）ボーア・メイカー』The Bohr Maker, 1995年
1996年 ローカス賞 First Novel部門受賞
和訳：ハヤカワ文庫SFより（中原尚哉訳）
- 『幻惑の極微機械（ナノマシン）』Deception Well, 1997年
和訳：ハヤカワ文庫SFより（中原尚哉訳）

## 外部サイト
- Fiction by Linda Nagata - 本人のサイト